# خزامى (اسم)
خزامى هو اسم علم مؤنث من أصل عربي،  ومعناه زهرة جميلة رقيقة لونها بنفسجي .

## وصلات خارجية
- موسوعة السلطان قابوس لأسماء العرب نسخة محفوظة 5 أبريل 2019 على موقع واي باك مشين.